# Boris Miholjević
Boris Miholjević (Petrinja, 24. srpnja 1938.) je hrvatski kazališni, televizijski i filmski glumac.

## Filmografija

### Televizijske uloge
- "Crno-bijeli svijet" kao deda sa sprovoda (2019.)
- "Larin izbor" kao kuhar Pjer (2011. – 2012.)
- "Provodi i sprovodi" kao Starina (2011.)
- "Pod sretnom zvijezdom" kao Vlastin urednik (2011.)
- "Tajni dnevnik patke Matilde" kao jež Leopold (2010. – 2014.)
- "Dome slatki dome" kao Dragoljub Šalata (2010.)
- "Dolina sunca" kao Gerhard (2010.)
- "Luda kuća" kao profesor Kuga (2006. – 2010.)
- "Zakon!" kao Đani (2009.)
- "Zauvijek mlad" kao Kužinski (2009.)
- "Sve će biti dobro" kao Nikin kolega (2008. – 2009.)
- "Bitange i princeze" kao Braco Kumerle (2007. – 2008.)
- "Zauvijek susjedi" kao Mirkec (2007.)
- "Kazalište u kući" kao šef (2007.)
- "Bibin svijet" kao gospodin Franc (2007.)
- "Cimmer fraj" kao Vatroslav (2006. – 2007.)
- "Obični ljudi" kao agent Drago (2006. – 2007.)
- "Balkan Inc." kao djed Lisjak (2006.)
- "Villa Maria" kao odvjetnik Željko Momčinović (2004. – 2005.)
- "Naša mala klinika" kao Štef Smežuranić (2004.)
- "Novo doba" (2002.)
- "Ptice nebeske" (1989.)
- "Putovanje u Vučjak" kao Bojan Kavčić (1986.)
- "Nepokoreni grad" (1982.)
- "Đavolje sjeme" (1979.)
- "Kuda idu divlje svinje" kao legionar Boris (1971.)
- "Fiškal" (1970.)

### Filmske uloge
- "Crveno i crno" kao intelektualac (2006.)
- "Torsia" kao doktor (2006.)
- "Lopovi prve klase" kao Antoaneta (2005.)
- "Jerusalemski sindrom" (2004.)
- "Slučajna suputnica" kao Križić (2004.)
- "Infekcija" kao inspektor (2003.)
- "Fine mrtve djevojke" kao ginekolog Perić (2002.)
- "Sjećanje na Georgiju" kao Dado Telebuh (2002.)
- "Četverored" kao Silvije Niderlander (1999.)
- "Kad mrtvi zapjevaju" kao dr. Lučić (1998.)
- "Ne zaboravi me" (1996.)
- "Gospa" kao biskupov tajnik (1994.)
- "Na rubu pameti" (1993.)
- "Kamenita vrata" (1992.)
- "Mirta uči statistiku" (1991.)
- "Stepinac - znak vremena" kao pripovjedač (1991.)
- "Leo i Brigita" kao Mario Stipić (1989.)
- "U sredini mojih dana" (1988.)
- "Nitko se neće smijati" kao profesor (1985.)
- "Neobični sako" (1984.)
- "Bobi" (1982.)
- "Rano sazrijevanje Marka Kovača" (1981.)
- "Kraljevo" (1981.)
- "Novinar" (1979.)
- "Bombaški proces" kao Brejer (1978.)
- "Pelikani" (1973.)
- "Okreni leđa vjetru" (1972.)
- "Žur u Magdelandu" (1968.)
- "Ljubav" (1968.)
- "Sumrak" (1963.)
- "Dvostruki obruč" (1963.)

### Dokumentarni film
- "Hrvatska, ljubavi moja" (2006.) - pripovjedač

### Sinkronizacija
- "Film Angry Birds" kao Edgar (2016.)
- "Priča o igračkama 3" kao gdin. Pricklepants (2010.)
- "Lukavi lisac Renato" kao plemeniti kralj i Jarko (2008.)
- "Grom" kao Doktor Kaliko (2008.)
- "Život buba" kao Bogo (2008.)
- "101 dalmatinac" kao voditelj kviza (2008.)
- "Juhu-hu" kao Anton Ego (2007.)
- "Pinokio i car noći" kao car noći (2006.)
- "Ledeno doba 2: Zatopljenje" kao Usamljeni Pucač (2006.)
- "Garfield 2: Priča o dvije mačke" kao Princ XII. (2006.)
- "Pobuna na farmi" kao Žac (2004.)
- "Sinbad: Legenda o sedam mora" (2003.)
- "Asterix i 12 zadataka" kao Prefekt i Mannekenpix (1997.)
- "Asterix gal" kao Gajus Bonus (1997.)
- "Garfield" kao Jon Arbuckle

## Vanjske poveznice
- Boris Miholjević u internetskoj bazi filmova IMDb-u (engl.)